# NISSANミッドナイトステーション
『NISSANミッドナイトステーション』（にっさんミッドナイトステーション、NISSAN Midnight Station）は、1980年9月29日から1986年9月26日まで、TBSラジオで月曜日から金曜日（土曜日）の24時台を中心に放送されていたラジオ番組放送枠のタイトル。タイトルの通り、日産自動車（NISSAN）の一社提供だった。

## 概要
この枠が始まる前、TBSラジオの月曜日から金曜日の24時台は10分から20分の帯番組が並んでいた枠で、1980年9月までは以下の番組が放送されていた。
- 24:00 - 24:10 － ミッドナイトプレスクラブ （竹村健一）
- 24:10 - 24:20 － ナイトナイトジョッキー （加藤タキ）
- 24:20 - 24:30 － エミ子の長いつきあい （中山恵美子）
- 24:30 - 24:40 － 野坂昭如 マッドナイト'80
- 24:40 - 25:00 － ロッキング・タイム （佐々木紀子）

この時間帯を各曜日ごとの1時間番組として再編し、出演者を一新してスタートした。半年後の1981年4月からは、土曜日の枠も加わった。24時台のワイド番組は、1976年4月から1977年9月までの「5スイート・キャッツ」（この時間帯にあった10-15分程度の番組を集約したコンプレックス）以来である。
1981年4月当時の本番組の番宣広告に掲載されていたキャッチコピー文は「僕たちの夜が楽しくなる。僕たちのヒーロー、アイドルが語る、おもしろミッドナイトの60分」。
当初は『NISSANミッドナイトステーション』というタイトルだけのつながりで、それぞれが独立した番組だったが、1983年4月から、月曜日から土曜日までの番組を『そこのけ!電リク60分』（土曜のみ『そこのけ!電リク ザ・ベスト10』）に統一。半年後の1983年10月からは『ザ・欽グルス電リク60分』（後に『ザ・欽グルスショー』）となる。
『欽グルスショー』終了後の1985年10月からは『SURF&SNOW』が本枠のタイトルを引き継いだが、半年後の1986年4月からは『SURF&SNOW』のスポンサーがノルディカなどに変更となり、日産自動車の提供枠は『やんぐひぽぽたます』（放送時間は23:30からの30分枠）へ移行。さらにその半年後には『ハローナイト』内のコーナー「日産ナイトドリーム」に提供枠が移り、『ミッドナイトステーション』のタイトルはその時点で消滅した。

## 歴代の番組

### 1980年10月〜1983年3月
月曜日
- ジャスト・オン・タイム 世界の街角から （若山弦蔵、山室直子。1980年10月〜1981年3月）[2]
- 榊原郁恵 レディーのときめき （1981年4月〜1983年3月）

火曜日
- 艶噺・夜はドッキリ （牧伸二、西川峰子。1980年10月〜1981年3月）[2]
- 沢田研二 夜は気ままに （1981年4月7日〜1983年4月5日）

水曜日
- 松坂慶子 すこししあわせ （1980年10月〜1982年3月）[2]
- 郷ひろみ ちょっと乱れてカーニバル （1982年4月〜1983年3月）

木曜日
- 貞水・みどりのパンチトークイン （一龍斎貞水、木内みどり。1980年10月〜1981年3月）[2]
- 多岐川裕美 午前0時の恋人 （1981年4月〜1981年9月）
- 名取裕子 ルージュをおとして （1981年10月〜1983年3月）

金曜日
- 中塚政幸 ガッツガッツナイト （共演:宮崎美子。1980年10月〜1980年12月）[2]
- 高橋章子 夜のババルデ （1981年1月〜1981年3月）
- 武田鉄矢 人生まん中あたり （1981年4月〜1983年3月）

土曜日
- 桃井かおり ひとり身ポッチ （1981年4月〜1982年9月）
  - 1981年4月〜1981年9月は24:30 - 25:30、それ以後は24:00 - 25:00の放送。
- シュガー 気まぐれ夜間飛行 （1982年10月〜1983年3月）

### 1983年4月〜1986年9月
- そこのけ!電リク60分 （月－金、1983年4月〜1983年9月）
  - そこのけ!電リク ザ・ベスト10 （土、1983年4月〜1984年3月）
- ザ・欽グルス電リク60分 （月－金、1983年10月〜1984年3月）
  - ザ・欽グルスショー （月－土、1984年4月〜1985年9月、土曜日の放送は1985年3月まで）
- SURF&SNOW （月－金。『NISSANミッドナイトステーション』枠としては1986年3月まで）
- やんぐひぽぽたます （月－金、1986年4月〜1986年9月 23:30 - 24:00）